# Callulina
Callulina is een geslacht van kikkers uit de familie blaasoppies (Brevicipitidae). De groep werd voor het eerst wetenschappelijk beschreven door Fritz Nieden in 1911.
Er zijn negen soorten die voorkomen in Afrika; in Kenia en Tanzania.

## Soorten
Lange tijd werd de groep vertegenwoordigd door twee soorten. In 2009, 2010 en 2011 echter werden er nog zeven soorten beschreven, onder andere door de bioloog Simon Loader. Het soortenaantal ligt hierdoor op negen.
Geslacht Callulina
- Soort Callulina dawida Loader, Measey, de Sá & Malonza, 2009[3]
- Soort Callulina hanseni Loader, Gower, Müller & Menegon, 2010[4]
- Soort Callulina kanga Loader, Gower, Mülle, & Menegon, 2010[4]
- Soort Callulina kisiwamsitu de Sá, Loader & Channing, 2004[5]
- Soort Callulina kreffti Nieden, 1911
- Soort Callulina laphami Loader, Gower, Ngalason & Menegon, 2010[6]
- Soort Callulina meteora Menegon, Gower & Loader, 2011.[7]
- Soort Callulina shengena Loader, Gower, Ngalason & Menegon, 2010[6]
- Soort Callulina stanleyi Loader, Gower, Ngalason & Menegon, 2010[6]

Balebreviceps · 
Breviceps · 
Callulina · 
Probreviceps · 
Spelaeophryne